# Baidicheng
Baidicheng (kinesiska: 白帝城) är en fornlämning i Kina. Den ligger i storstadsområdet Chongqing, i den sydvästra delen av landet, omkring 330 kilometer nordost om det centrala stadsdistriktet Yuzhong.